# Organización fachada
Una organización fachada es cualquier entidad creada y controlada por otra organización, como agencias de inteligencia, grupos del crimen organizado, organizaciones prohibidas, grupos religiosos o políticos, grupos de lobby o corporaciones. Las organizaciones fachada pueden actuar para el grupo principal sin que las acciones se atribuyan al grupo principal, lo que les permite ocultarse de la vista pública.
En el mundo de los negocios, las organizaciones fachada como las corporaciones fantasmas se utilizan para proteger a la empresa matriz de la responsabilidad legal. En las Relaciones Internacionales, un estado títere es un estado que actúa como un sustituto de otro estado.

## Agencias de inteligencia
Las agencias de inteligencia utilizan organizaciones fachada para proporcionar "cobertura", ocupaciones plausibles y medios de ingresos para sus agentes encubiertos. Estos pueden incluir organizaciones legítimas, como organizaciones de caridad, religiosas o periodísticas; o empresas que existen únicamente para proporcionar una historia de fondo plausible, ocupación y medios de ingresos.
La aerolínea Air America, producto de la Civil Air Transport de la década de 1940, y Southern Air Transport, aparentemente una compañía civil de vuelos chárter, fueron operados y pertenecían en su totalidad a la CIA, supuestamente para proporcionar ayuda humanitaria, pero realizaron muchas misiones de apoyo de combate y suministró operaciones encubiertas en el Sudeste Asiático durante la Guerra de Vietnam. Otros grupos financiados por la CIA se han utilizado para difundir propaganda e influencia estadounidenses durante la Guerra Fría, particularmente en el Tercer Mundo. Cuando las agencias de inteligencia trabajan a través de organizaciones legítimas, puede causar problemas y un mayor riesgo para los trabajadores de esas organizaciones. Para evitar esto, la CIA ha tenido una política (establecida en 1976, según fuentes del gobierno de EE. UU.) de no utilizar a miembros del Cuerpo de Paz o periodistas estadounidenses con fines de inteligencia.
Otra aerolínea presuntamente involucrada en operaciones de inteligencia fue la rusa Aeroflot, que trabajó en estrecha coordinación con KGB, SVR y GRU. La compañía realizó "evacuaciones" forzosas de ciudadanos soviéticos de países extranjeros a la URSS. Las personas cuya lealtad fue cuestionada fueron drogadas y entregadas inconscientes por aviones Aeroflot, con la asistencia del personal de la KGB. En las décadas de 1980 y 1990, Aeroflot entregó muestras de bacterias y virus mortales robados de laboratorios occidentales para apoyar el programa ruso de armas biológicas. Este canal de entrega codificado VOLNA ("ola") significaba "entregar el material a través de un vuelo internacional de la aerolínea Aeroflot en la cabina de los pilotos, donde uno de los pilotos era un oficial de la KGB". Al menos dos agentes de la SVR murieron, presumiblemente de los patógenos transportados.
Cuando el empresario Nikolai Glushkov fue nombrado gerente superior de Aeroflot en 1996, descubrió que la compañía aérea trabajaba como una "fuente de efectivo para apoyar las operaciones de espionaje internacional", según Alex Goldfarb, 3000 personas de la fuerza laboral total de 14 000 en Aeroflot eran oficiales del FSB, SVR o GRU. Todos los ingresos de la venta de boletos se distribuyeron a 352 cuentas bancarias extranjeras que no podían ser controladas por la administración de Aeroflot. Glushkov cerró todas estas cuentas y canalizó el dinero a un centro de contabilidad llamado Andava en Suiza. Glushkov ha estado encarcelado desde 2000 por cargos de canalización ilegal de dinero a través de Andava.

## Crimen organizado

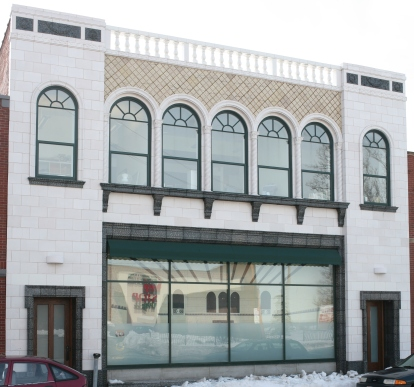
Tapadera

Muchas operaciones de crimen organizado tienen negocios legítimos sustanciales, como casas de juego autorizadas, empresas de construcción de edificios, peluquerías y bares de karaoke, empresas de ingeniería, restaurantes y bares, clubes de billar, servicios de transporte de basura o empresas de carga. Estas compañías de fachada permiten a estas organizaciones criminales lavar sus ingresos de actividades ilegales. Además, las compañías de fachada ofrecen una cobertura plausible para actividades ilegales como el juego ilegal, la extorsión, el narcotráfico, el contrabando y la prostitución.
Cuando los prostíbulos son ilegales, las organizaciones criminales establecen compañías de fachada que brindan servicios como un "salón de masajes" o "sauna", hasta el punto de que "salón de masajes" o "sauna" se consideran sinónimos de burdel en estos países.
Un cartel colombiano de la droga, el Cartel de Cali, en el pasado usaba Drogas La Rebaja, una cadena nacional de farmacias, como una compañía fachada para lavar sus ganancias por el tráfico de drogas.

## Religión
La Iglesia de la Cienciología utiliza organizaciones fachada para promover sus intereses en política o para hacer que su grupo parezca más legítimo. Las redadas del FBI del 7 de julio de 1977 en las oficinas de la Iglesia (tras el descubrimiento de la Operación Blancanieves) arrojaron, entre otros documentos, una nota sin fecha titulada "Categorías generales de relaciones públicas de codificación de datos". Esta nota enumeró lo que llamó "Grupos Secretos del Frente de Relaciones Públicas", que incluía el grupo APRL, "Alianza para la Preservación de la Libertad Religiosa" (más tarde rebautizada como "Americanos que Preservan la Libertad Religiosa"). La Red de Conciencia del Culto (CAN) es considerada por ser una organización fachada de la Iglesia de la Cienciología, que se hizo cargo del grupo financieramente después de llevarlo a la bancarrota en una serie de demandas.
La revista Time identificó varios otros frentes para la Cienciología, incluyendo: la Comisión de Ciudadanos por los Derechos Humanos (CCHR), la Fundación El Camino a la Felicidad, Applied Scholastics, la Asociación de Empresarios Preocupados de América y la Clínica HealthMed. Años más tarde, el periódico Boston Herald mostró cómo Narconon y World Literacy Crusade también son organizaciones fachada de la Cienciología.

## Política
En política, un grupo puede ser llamado una organización fachada si se percibe que es poco sincero en su control u objetivos, o si intenta enmascarar opiniones extremistas dentro de un grupo supuestamente más moderado. Algunos grupos de interés especial se dedican al astroturfing, que es un intento de enmascarar el cabildeo como un movimiento de base.

### Frentes gubernamentales delapartheid
El gobierno del apartheid en Sudáfrica utilizó numerosas organizaciones de fachada para influir en la opinión mundial y llevar a cabo actividades extrajudiciales y el asesinato de activistas contra el apartheid. Entre tales organizaciones están las siguientes:
- The Citizen - periódico financiado en secreto por el gobierno, con la intención de desafiar al liberal Rand Daily Mail, contribuyendo a la ruina política de John Vorster y Connie Mulder.
- Oficina de Cooperación Civil (CCB) - una organización encubierta de fuerzas especiales que hostigó, hirió gravemente y eliminó a los activistas contra el apartheid.
- Alianza Democrática Independiente Federal (FIDA) - grupo negro conservador.[15]
- International Freedom Foundation - mecanismo con sede en Washington para combatir las sanciones y apoyar a Jonas Savimbi y UNITA.
- Jeugkrag - o Juventud para Sudáfrica, dirigida por Marthinus van Schalkwyk, un grupo juvenil afrikáner de corta vida, financiado subrepticiamente por el Ensayo del Proyecto de Inteligencia Militar.
- Federación Nacional de Estudiantes (NSF) - dirigida por Russell Crystal, destinada a desafiar a NUSAS, una organización estudiantil liberal.
- Roodeplaat Research Laboratories - Dirigido por Daan Goosen, la principal instalación de investigación del Proyecto Coast, un proyecto de armas biológicas y químicas.[16]
- Veteranos para la victoria - organización de militares opositores a la campaña contra el servicio militar obligatorio, aliada del Frente Democrático Unido (UDF).

### Frentes comunistas
Los partidos comunistas (especialmente los marxistas-leninistas) a veces han utilizado organizaciones fachada para atraer el apoyo de aquellos (a veces llamados "compañeros de viaje") que no están totalmente de acuerdo con la ideología del partido, pero sí con ciertos aspectos de la misma. La organización fachada a menudo oscurece su procedencia y a menudo puede ser una herramienta para el reclutamiento. Otros marxistas a menudo describen a las organizaciones fachada como oportunistas. El concepto de una organización fachada debe distinguirse del Frente Unido (una coalición de la clase trabajadora o partidos socialistas) y el frente popular. Tanto el frente unido como el frente popular generalmente revelan los grupos que conforman sus coaliciones.

#### Estados Unidos
Según una lista preparada en 1955 por el Subcomité de Seguridad Interna del Senado de los Estados Unidos, la Internacional Comunista estableció no menos de 82 organizaciones de fachada en los Estados Unidos en los años 30 y 40. Esta táctica se usó a menudo durante el terror rojo de la década de 1950, cuando varias organizaciones de los movimientos de trabajo y paz fueron acusadas de ser "frentes comunistas". A veces, los frentes comunistas trabajaron a nivel internacional, como se ha alegado con el Consejo Mundial de la Paz.
La inteligencia soviética se infiltró en muchos movimientos de paz en Occidente. Además del CMP, importantes organizaciones del frente comunista incluyeron la Federación Sindical Mundial, la Federación Mundial de la Juventud Democrática y la Unión Internacional de Estudiantes. Numerosas conferencias de paz, congresos y festivales se han organizado con el apoyo de esas organizaciones.

#### Resto del mundo
En abril de 1991, el liderazgo del PCUS y la KGB crearon un partido político títere dentro de Rusia, el Partido Liberal Democrático de la Unión Soviética (LDPSU, conocido actualmente como Partido Liberal-Demócrata de Rusia o LDPR), que se convirtió en el segundo partido oficialmente registrado en el país. Según el general de la KGB Philipp Bobkov, fue un "pseudopartido de Zubatov bajo el control de la KGB que dirige los intereses y sentimientos de ciertos grupos sociales". El líder de LDPR, Vladimir Zhirinovsky, demostró ser un actor de medios efectivo. Obtuvo el 8 % de los votos durante las elecciones presidenciales de 1991. También apoyó el intento de golpe de Estado de agosto de 1991.
Algunos grupos feministas antiislamistas en el mundo musulmán también han sido acusados de ser organizaciones fachada. La Asociación Revolucionaria de Mujeres de Afganistán ha sido acusada de ser un frente maoísta, mientras que la Organización para la Libertad de la Mujer en Irak ha sido acusada de ser un frente del Partido Obrero-Comunista de Irak.

## Organizaciones paramilitares
Las organizaciones paramilitares a veces usan grupos fachada para lograr una imagen pública con la que recaudar fondos, negociar con los partidos de la oposición, reclutar y difundir propaganda. Por ejemplo, las organizaciones paramilitares a menudo tienen un partido político afiliado que opera de manera más abierta (aunque a menudo estos partidos terminan siendo prohibidos). Estos partidos pueden o no ser organizaciones fachada en sentido estricto (tienen diversos grados de autonomía y las relaciones son generalmente un secreto a voces), pero son ampliamente considerados como tales, especialmente por sus oponentes políticos.
Ejemplos son la relación entre el IRA y Sinn Féin en la década de 1980 en Irlanda del Norte o entre los grupos vascos ETA y Batasuna en España. De manera similar, en los Estados Unidos en períodos en los que el Partido Comunista estaba altamente estigmatizado, a menudo operaba en gran medida a través de grupos fachada. Además, el IRA Provisional también operaba un grupo de frente vigilante, llamado Acción Directa contra las Drogas.
Tanto los paramilitares leales como los republicanos en Irlanda durante el conflicto norirlandés utilizaron nombres de tapadera para llevar a cabo ataques sectarios contra civiles. Grupos republicanos irlandeses como el IRA y el Ejército Irlandés de Liberación Nacional utilizaron nombres de primera línea como la Fuerza de Acción Republicana de Armagh del Sur, la Fuerza de Reacción Católica y el Ejército Republicano Popular para reclamar la responsabilidad de los ataques contra civiles. Grupos leales al Reino Unido como la Fuerza Voluntaria del Úlster y la Asociación de Defensa del Úlster utilizaron varios nombres como la Fuerza de Acción Protestante, Ulster Freedom Fighters y Defensores de la Mano Roja mientras llevaban a cabo ataques contra civiles, la mayoría de ellos contra católicos.

## Corporaciones
Corporaciones de una amplia variedad de industrias diferentes, como la alimentaria, farmacéutica y energética, crean organizaciones fachada para abogar en su nombre.
Algunas compañías farmacéuticas establecieron "grupos de pacientes" como organizaciones fachada que presionan a los proveedores de atención médica y legisladores para que adopten sus productos. Por ejemplo, Biogen organizó una campaña llamada Action for Access, que también afirmó que era una organización independiente y la voz de los pacientes con esclerosis múltiple. Las personas que visitaron el sitio web y se inscribieron en la campaña no se dieron cuenta de que no se trataba de grupos de pacientes genuinamente independientes.
En los últimos años, debido a las crecientes preocupaciones sobre el problema de la obesidad en la sociedad, Coca-Cola ha experimentado la presión de los activistas del movimiento social para reducir el contenido de azúcar en sus bebidas. Aunque Coca-Cola ha promovido públicamente la participación de los consumidores en estilos de vida saludables con sus campañas, los activistas también han expuesto que Coca-Cola ha financiado en secreto grupos u organizaciones fachada que critican a activistas de movimientos sociales y legitiman a activistas corporativos controvertidos. El Centro para la Libertad del Consumidor (CCF) y la Red Global de Balance de Energía (GEBN) son dos grupos principales que involucran a activistas en nombre de Coca-Cola, a pesar de que no estaban destinados a ser asociados públicamente con Coca-Cola como corporación. La investigación ha revelado que CCF, con la misión de "promover la responsabilidad y proteger las elecciones de los consumidores", utiliza estrategias verbales y visuales para articular la obesidad como "responsabilidad personal" y, por lo tanto, protege a la industria de la responsabilidad corporativa.
Las compañías tabacaleras suelen utilizar organizaciones y médicos de primera línea para defender sus argumentos sobre el consumo de tabaco, aunque de manera menos abierta y evidente que en la década de 1980. La OMS ha acusado que la industria del tabaco ha financiado organizaciones científicas aparentemente imparciales para socavar las medidas de control del tabaco en el pasado, citando en particular al Instituto Internacional de Ciencias de la Vida. Otra forma de combatir las medidas de salud pública contra el tabaco es utilizar el cabildeo y las contribuciones de campaña. Por ejemplo, la compañía tabacalera estadounidense R. J. Reynolds creó un grupo llamado Get Government Off Our Back ("GGOOB") en 1994 para combatir la regulación federal del tabaco. Al ocultar su participación en la industria tabacalera, GGOOB evitó la reputación de la industria tabacalera por tergiversar la evidencia y obtuvo un gran apoyo de los aspectos públicos y legislativos, resolviendo con éxito las amenazas de las amplias regulaciones del tabaco.
La revista Monitor Multinacional mantiene una lista de algunos supuestos grupos fachada corporativos activos en los EE. UU. Algunos think tanks son grupos corporativos de fachada. Estas organizaciones se presentan como organizaciones de investigación, usando frases como "... Instituto de Investigación" en sus nombres. Debido a que sus nombres sugieren neutralidad, pueden presentar las estrategias comerciales de las corporaciones que las patrocinan de una manera que parece ser una investigación sociológica o económica objetiva en lugar de cabildeo político.
Del mismo modo, el Centro para la Efectividad Reguladora ha sido criticado como una organización de fachada para varios organismos de la industria que buscan socavar la regulación de sus actividades perjudiciales para el medio ambiente bajo el disfraz de "efectividad regulatoria".